# Micrastur ruficollis
El halcón montés chico, halcón montés agavilanado, halcón montés barrado, halcón selvático rayado o halcón de bosque de cuello rojo (Micrastur ruficollis) es una especie de ave amazónica de la familia Falconidae.

## Hallazgo y distribución
Esta especie de halcón fue descrita para la ciencia en el año 1817 por el ornitólogo francés Louis Jean Pierre Vieillot. Se pueden encontrar poblaciones estables en Argentina, Belice, Bolivia, Brasil, Colombia, Costa Rica, Ecuador, El Salvador, Guayana Francesa, Guatemala, Guyana, Honduras, México, Nicaragua, Panamá, Paraguay, Perú, Surinam y Venezuela.

## Hábitat y características
Este halcón vive en el sotobosque del bosque húmedo o en áreas densas semiabiertas. Se alimenta de roedores, y de marsupiales como la zarigüeya.
- Colores: negro, gris, blanco